# Pilantragem
Pilantragem foi um movimento cultural brasileiro ocorrido em fins da década de 1960 liderado por Wilson Simonal e Carlos Imperial. Mais do que um gênero musical a pilantragem foi uma espécie de ideário, uma declaração de (falta de) princípios, um elogio à esperteza, à malandragem. Em outras palavras, a pilantragem era a versão pop e musical do "jeitinho brasileiro".

## Características
A principal característica musical da pilantragem, definida por Imperial, era o samba tocado em compasso 4/4, inspirado no rock e no soul estadunidenses, particularmente nas gravações de Chris Montez feitas com o arranjador Herb Alpert do Tijuana Brass. Propunha a liberdade de fusão de sonoridades estrangeiras (do jazz e do soul aos ritmos latinos) com as brasileiras (da bossa nova ao samba revisitado), propondo-se a modernizar a música popular. O projeto era claramente comercial, valorizava a espontaneidade e a incorporação das novidades, e propunha a aproximação com as massas.
Outro elemento característico era a audience participation, a invocação à participação do espetáculo por parte da platéia. Para fazer o público cantar os artistas do movimento usavam como recursos tanto as apresentações de ordem unida dos tempos do quartel até esboçar os cantos orfeônicos do internato, além de dividir a plateia em vozes, pedir tons diferentes, contracantos e estender uma canção por nove ou dez minutos. Cantigas de roda e sucessos do momentos eram utilizados porque dispensavam o aprendizado da letra.
Em termos estéticos era feito uso do escárnio, da ironia e do deboche, bem como em valores próprios da sociedade de consumo burguesa, como o exibicionismo de bens (como carros), as conquistas de mulheres e a auto propaganda. Em termos políticos eram o oposto do que propunham as canções engajadas da época, não apenas pela apologia ao consumo mas também pelo uso do pilantra como figura central, um tipo popular que se opunha à ideia de "povo", eixo do projeto nacional-popular. Além disso, debochava abertamente da "música universitária", a canção engajada que era o pilar da MPB.

## História
A Pilantragem nasceu como samba-jovem (já que fazia concessão ao uso da guitarra elétrica nos arranjos) num momento de grande efervescência cultural, quando a Jovem Guarda e a Tropicália agitavam a juventude brasileira. O movimento, idealizado por Carlos Imperial a pedido de Wilson Simonal, reuniu outros artistas como Cesar Camargo Mariano e Nonato Buzar. Este último formaria em 1968 o grupo conhecido como Turma da Pilantragem.
Nesta época, Simonal era o apresentador do programa "Show Em Si… monal" na TV Record (o primeiro programa de TV apresentado exclusivamente por um negro no Brasil), e, segundo recorda Carlos Imperial, a palavra que mais surgia nas conversas entre eles e Cesar Camargo Mariano era "pilantragem". Decidiram então descartar a expressão "samba-jovem" e assumir a "pilantragem", a qual é oficialmente apresentada aos ouvintes na música Nem vem que não tem (letra de Imperial, arranjos de Mariano e voz de Simonal). Na abertura da mesma, o cantor declara: vamos voltar à Pilantragem.
Apesar do seu sucesso a pilantragem não teve longa duração no cenário do universo cancional, decorrente do suposto alinhamento de Simonal com a ditadura militar.

## Artistas do Movimento
- Wilson Simonal
- Grupo A Turma da Pilantragem (formado por Nonato Buzar)
- Grupo A Turma da Pesada (criada por Carlos Imperial)
- Grupo Pilantrocratas (formado por Wagner Tiso e Paulo Moura)
- Grupo Edgar & Os Tais (formado por Edgar Gainullo)

## Homenagem
Em 2009, Ed Motta lançou em seu álbum Piquenique uma faixa intitulada justamente "A Turma da Pilantragem", onde homenageia o gênero musical. A música, cantada em dueto com Maria Rita, foi composta por Motta.